# Ferula gummosa
Ferula gummosa, es un arbusto perteneciente a la familia de las apiáceas. Es originaria de Asia Central y Suroeste de Asia.

## Descripción
La resina de esta planta, llamada "gálbano" tiene un olor fuerte y se utiliza en la preparación de diversos tipos de incienso. Se recolecta mediante la exposición de la parte superior de la raíz, y se corta en tiras. También puede eliminar haciendo incisiones en el tronco.

## Propiedades
Ferula gummosa también tiene uso como antiespasmódico, expectorante, estimulante y carminativo. Anteriormente también fue utilizado como una cura para las vías respiratorias y del aparato digestivo. En el Antiguo Egipto lo utilizaron para el embalsamamiento y en cosméticos.
El aceite esencial de gálbano es ampliamente utilizado en la aromaterapia y perfumería. La composición de algunos famosos perfumes gira en torno al uso del gálbano. Entre estos Égoïste de Chanel o Vent Vert de Balmain, que en 1945 fue el debut de gálbano en perfumería.

## Taxonomía
Ferula gummosa fue descrita por Pierre Edmond Boissier y publicado en Diagnoses Plantarum Orientalium Novarum II, 2: 92. 1856.